# Großer Kahlenberg
Großer Kahlenberg o bien Gran Kahlenberg (por lo general sólo llamada Kahlenberg) es una montaña que alcanza una elevación de 401,1 metros sobre el nivel del mar. Es la montaña más alta de la Bliesgau en Saarpfalz en el estado de Sarre (Saarland) en el oeste del país europeo de Alemania
La montaña es el sitio donde se localizan las ruinas de la torre de observación de Alexanderturm (Torre de Alexander).